# 艾爾代爾縣 (北卡羅萊納州)
艾爾代爾县（英語：Iredell County）是美國北卡羅萊納州中西部的一個縣。面積1,546平方公里。根据美國2000年人口普查，共有人口122,660人。縣治斯泰茨維爾（Statesville）。
成立於1788年11月3日。縣名紀念美國最高法院法官詹姆斯·艾爾代爾 （James Iredell）。